# NASA X-38

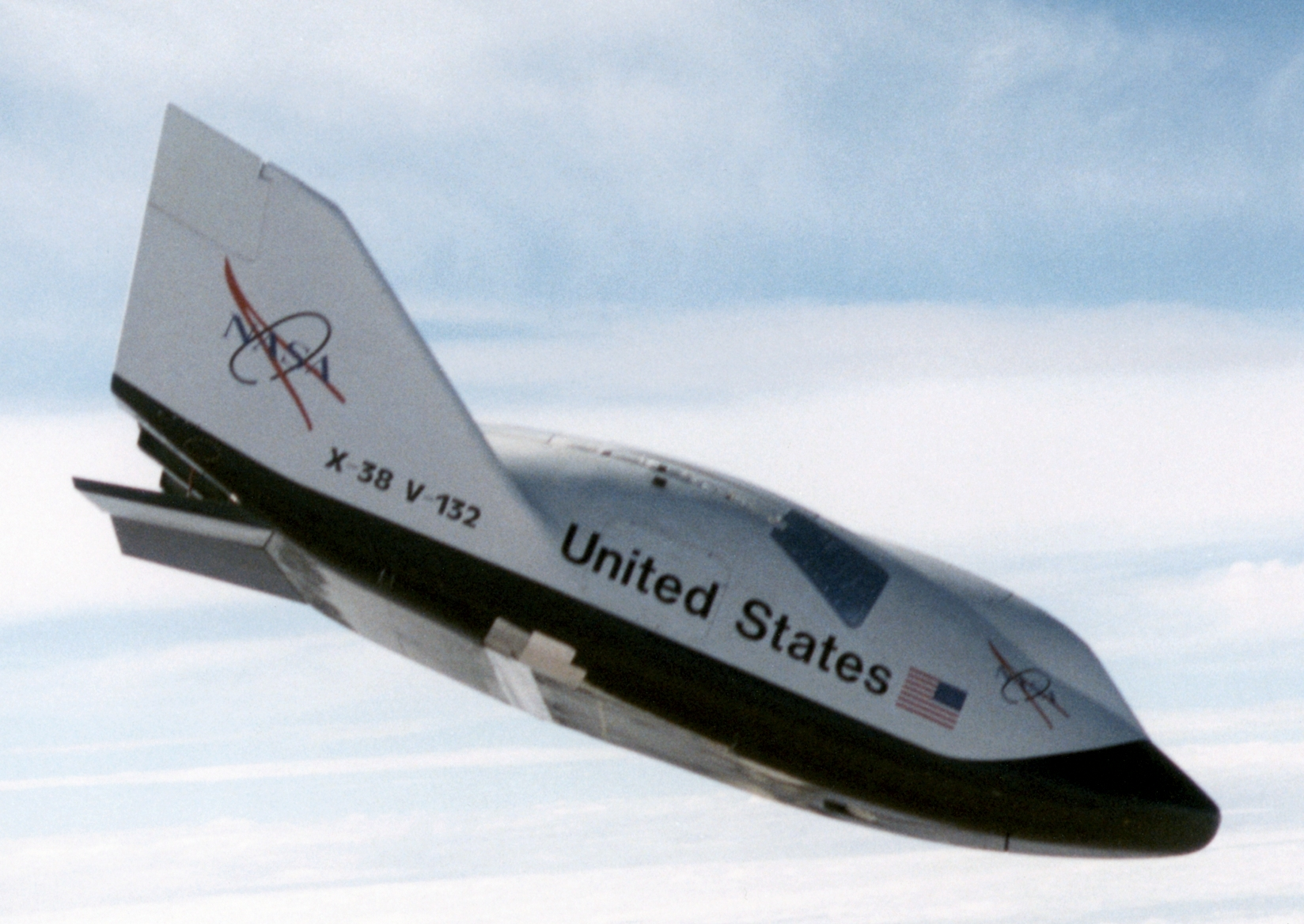
Prototype van de X-38

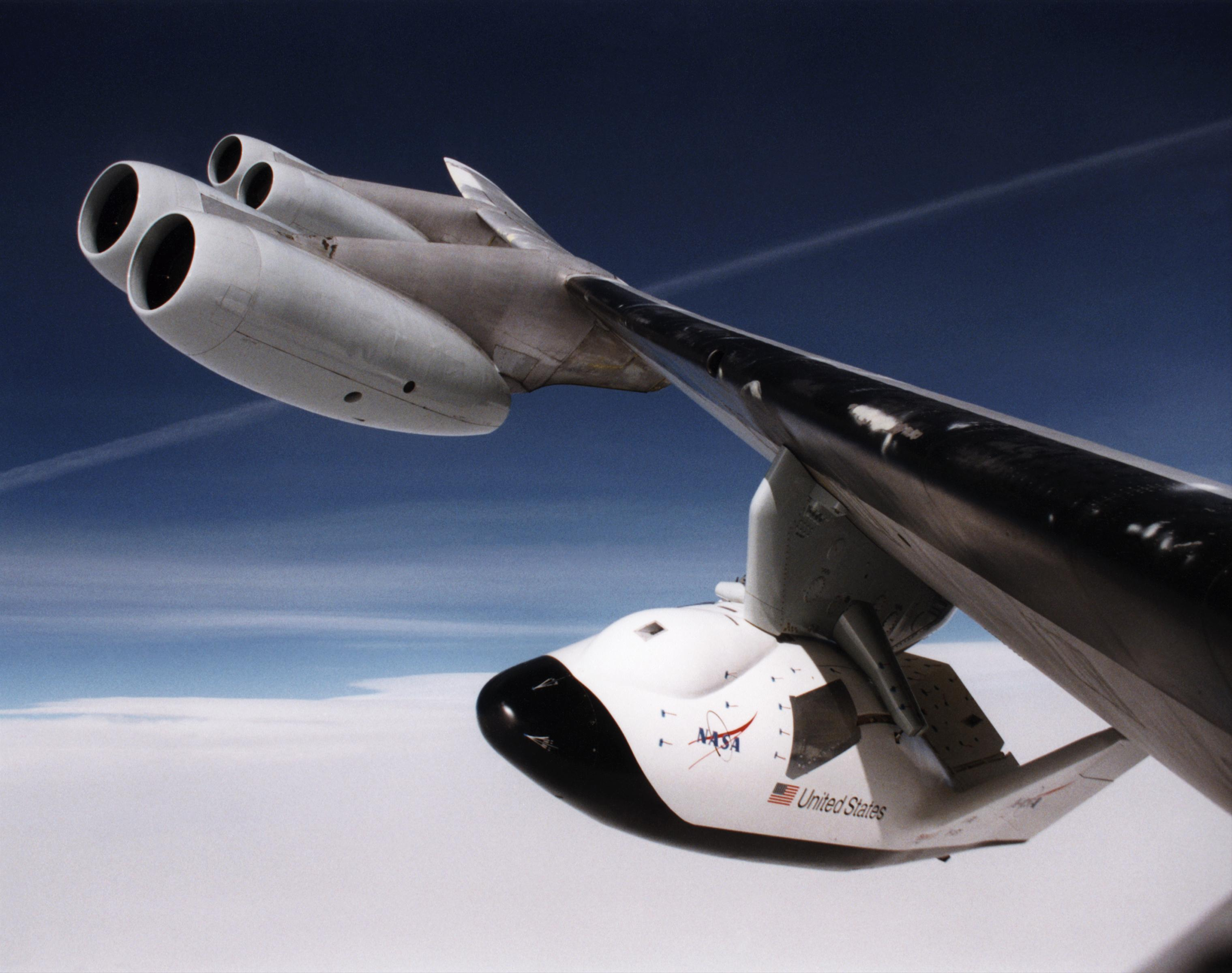
X-38 onder de vleugel van een B-52

De X-38 was een Crew Return Vehicle (CRV) van NASA. Het was een prototype bestemd voor de terugkeer van een zevenkoppige bemanning van het Internationaal ruimtestation ISS. Men was in de fase van de zogenaamde droptest toen het project in 2002 om budgettaire redenen werd stopgezet. De droptest is de test waarbij het te testen toestel onder de vleugel van een moedervliegtuig opgehangen wordt. In volle vlucht wordt het toestel dan losgelaten om zijn weg zelfstandig voort te zetten.

## Ontwikkeling
De ontwikkeling gebeurde in het Lyndon B. Johnson Space Center van NASA in samenwerking met de Europese Ruimtevaartorganisatie en het Duitse ruimteagentschap DLR. De originele naam was X-35. De ontwikkeling stond onder leiding van John Muratore en de testpiloot was toekomstig astronaut Michael E. Fossum (zie STS-124). Oorspronkelijk was het een ontwikkeling van de Amerikaanse Luchtmacht in het midden van de jaren zestig onder de naam X-24. Het was toen al het geesteskind van Muratore.
Het X-38-programma gebruikt onbemande tuigen. De verschillende modellen zijn:
- X-38 V-131
- X-38 V-132
- X-38 V-131R, het V-131-prototype met een gewijzigde romp.
- X-38 V-201, zou een baan om de aarde maken, gelanceerd vanuit een Spaceshuttle
- X-38 V-133 en V-202 waren ook voorzien maar werden nooit gebouwd.

De V-131 en V-132 hebben dezelfde aerodynamische vorm als de X-24A. Deze vorm moest nog aangepast worden aan het vervoer van zeven astronauten.
De V-131R is gebouwd op 80% van de definitieve grootte: 7,5 m lang, 2,50 m breed en 2,5 m hoog. Het testgewicht ligt tussen de 6,5 en 10,8 ton.
De V-201 en de V-133 zouden op ware grootte gebouwd worden. De X-38 V-201 was voor 80% klaar, maar heeft nooit gevlogen.
De V-131, V-131R en de V-132 worden gelost door een B-52 van op 13.700 meter en na een glijvlucht van om en bij de geluidssnelheid worden zij afgeremd door een remparachute tot een snelheid van 95 km/h. De daarop volgende prototypes landen als een paraglider onder een scherm van 700 m², het grootste scherm ooit. De besturing is meestal automatisch, bijgestaan door een piloot op de grond.
Het X-38-project is om budgettaire redenen geschrapt op 29 april 2002.

## Ontwerp
Het was de bedoeling dat het toestel door een raketstoot uit zijn omloopbaan zou gebracht worden en door middel van een bestuurbaar parazeil tot landing gebracht. Het landingsgestel bestaat uit skilatten. Het moet in het laadruim van een spaceshuttle kunnen meegenomen worden. Het gewicht bedraagt 10.660 kg en het is 9,10 meter lang.
Het heeft batterijen aan boord die alle systemen voor tien uur van energie kunnen voorzien. Als het nodig is kan de X-38 met zeven personen aan boord in twee tot drie uur de aarde bereiken.
Het parazeil is ontwikkeld door het Amerikaans leger. Het opent in stappen. Eerst wordt het tuig door middel van een remparachute afgeremd. Daarna opent zich het parazeil in vier stappen die samen niet langer dan 45 seconden duren. Deze manier van werken blijkt de beste te zijn om scheuren van het zeil te voorkomen ten gevolge van de hoge windsnelheden. Het was van in het begin de bedoeling dat het toestel een bewusteloze bemanning terug naar de aarde kan brengen. Daarom is de landing volledig automatisch. De boordcomputer kan vanaf de grond geüpdatet worden en door middel van windsensoren en een gps-ontvanger kan de computer een precisielanding uitvoeren. Er zijn ook zeven individuele parachutes aan boord als een laatste redmiddel mocht er ook iets mislopen met de X-38.
X-1 · X-2 · X-3 · X-4 · X-5 · X-6 · X-7 · X-8 · X-9 · X-10 · X-11 · X-12 · X-13 · X-14 · X-15 · X-16 · X-17 · X-18 · X-19 · X-20 · X-21 · X-22 · X-23 · X-24 · X-25 · X-26 · X-27 · X-28 · X-29 · X-30 · X-31 · X-32 · X-33 · X-34 · X-35 · X-36 · X-37 · X-38 · X-39 · X-40 · X-41 · X-42 · X-43 · X-44 · X-45 · X-46 · X-47 · X-48 · X-49 · X-50 · X-51 · X-53 · X-57 ·  X-59